# Kerékpározás az 1984. évi nyári olimpiai játékokon
Az 1984. évi nyári olimpiai játékokon a kerékpározásban első alkalommal rendeztek női számot is, egy 79,2 kilométeres országúti mezőnyversenyt.

## Éremtáblázat
A rendező ország csapata eltérő háttérszínnel, az egyes számoszlopok legmagasabb értéke, vagy értékei vastagítással kiemelve.
| Az 1984. évi nyári olimpiai játékok éremtáblázata kerékpározásban | Az 1984. évi nyári olimpiai játékok éremtáblázata kerékpározásban | Az 1984. évi nyári olimpiai játékok éremtáblázata kerékpározásban | Az 1984. évi nyári olimpiai játékok éremtáblázata kerékpározásban | Az 1984. évi nyári olimpiai játékok éremtáblázata kerékpározásban | Olimpia  |
| ----------------------------------------------------------------- | ----------------------------------------------------------------- | ----------------------------------------------------------------- | ----------------------------------------------------------------- | ----------------------------------------------------------------- | -------- |
|                                                                   | Ország                                                            | Arany                                                             | Ezüst                                                             | Bronz                                                             | Összesen |
| 1.                                                                | Egyesült Államok (USA)                                            | 4                                                                 | 3                                                                 | 2                                                                 | 9        |
| 2.                                                                | NSZK (FRG)                                                        | 1                                                                 | 2                                                                 | 2                                                                 | 5        |
| 3.                                                                | Ausztrália (AUS)                                                  | 1                                                                 | 0                                                                 | 0                                                                 | 1        |
| 3.                                                                | Belgium (BEL)                                                     | 1                                                                 | 0                                                                 | 0                                                                 | 1        |
| 3.                                                                | Olaszország (ITA)                                                 | 1                                                                 | 0                                                                 | 0                                                                 | 1        |
|                                                                   |                                                                   |                                                                   |                                                                   |                                                                   |          |
| 6.                                                                | Kanada (CAN)                                                      | 0                                                                 | 2                                                                 | 0                                                                 | 2        |
| 7.                                                                | Svájc (SUI)                                                       | 0                                                                 | 1                                                                 | 0                                                                 | 1        |
|                                                                   |                                                                   |                                                                   |                                                                   |                                                                   |          |
| 8.                                                                | Franciaország (FRA)                                               | 0                                                                 | 0                                                                 | 1                                                                 | 1        |
| 8.                                                                | Japán (JPN)                                                       | 0                                                                 | 0                                                                 | 1                                                                 | 1        |
| 8.                                                                | Mexikó (MEX)                                                      | 0                                                                 | 0                                                                 | 1                                                                 | 1        |
| 8.                                                                | Norvégia (NOR)                                                    | 0                                                                 | 0                                                                 | 1                                                                 | 1        |
|                                                                   |                                                                   |                                                                   |                                                                   |                                                                   |          |
| Összesen                                                          | Összesen                                                          | 7                                                                 | 7                                                                 | 7                                                                 | 21       |

## Érmesek

### Országúti számok
| Az 1984. évi nyári olimpiai játékok érmesei országúti kerékpározásban | |                                                                                           | |
| Versenyszám                                                           | Arany                                                                                                 | Ezüst                                                                                     | Bronz                                                                                               |
| Férfi országúti mezőnyverseny (190,2 km)                              | Alexi Grewal · Egyesült Államok (USA) · 4:59:57,0                                                     | Steve Bauer · Kanada (CAN) · 4:59:57,0                                                    | Dag Otto Lauritzen · Norvégia (NOR) · 5:00:18,0                                                     |
| Női országúti mezőnyverseny (79,2 km)                                 | Connie Carpenter-Phinneyl · Egyesült Államok (USA) · 2:11:14,0                                        | Rebecca Twingg · Egyesült Államok (USA) · 2:11:14,0                                       | Sandra Schumacher · NSZK (FRG) · 2:11:14,0                                                          |
| Országúti csapatverseny (100 km)                                      | Olaszország (ITA) · Marcello Bartalini · Marco Giovannetti · Eros Poli · Claudio Vandelli · 1:58:28,0 | Svájc (SUI) · Alfred Achermann · Richard Trinkler · Laurent Vial · Benno Wiss · 2:02:38,0 | Egyesült Államok (USA) · Ron Kiefel · Clarence Knickman · Davis Phinney · Andrew Weaver · 2:02:46,0 |

### Pályakerékpár
| Az 1984. évi nyári olimpiai játékok érmesei pálya-kerékpározásban |                                                                                           |                                                                                                 |                                                                                   |
| Versenyszám                                                       | Arany                                                                                     | Ezüst                                                                                           | Bronz                                                                             |
| Férfi pontverseny                                                 | Roger Ilegems · Belgium (BEL) · 37 p                                                      | Uwe Messerschmidt · NSZK (FRG) · 15 p                                                           | José Youshimatz · Mexikó (MEX) · 29 p                                             |
| Repülőverseny (1000 m)                                            | Mark Gorski · Egyesült Államok (USA) · 10.95                                              | Nelson Vails · Egyesült Államok (USA)                                                           | Csutomo Szakamoto · Japán (JPN)                                                   |
| 1000 m időfutam                                                   | Fredy Schmidtke · NSZK (FRG) · 1:06.10                                                    | Curtis Harnett · Kanada (CAN) · 1:06.44                                                         | Fabrice Colas · Franciaország (FRA) · 1:06.65                                     |
| 4000 méteres üldözőverseny                                        | Steve Hegg · Egyesült Államok (USA) · 4:39.35                                             | Rolf Gölz · NSZK (FRG) · 4:43.82                                                                | Leonard Nitz · Egyesült Államok (USA) · 4:44.03                                   |
| Férfi 4000 méter csapat üldözőverseny                             | Ausztrália (AUS) · Michael Grenda · Kevin Nichols · Michael Turtur · Dean Woods · 4:25.99 | Egyesült Államok (USA) · David Grylls · Steve Hegg · Patrick McDonough · Leonard Nitz · 4:29.85 | NSZK (FRG) · Reinhard Alber · Rolf Gölz · Roland Günther · Michael Marx · 4:25.60 |